# Estação Pedro Francisco Bono
A Estação Pedro Francisco Bono é uma das estações do Metrô de Santo Domingo, situada em Santo Domingo, entre a Estação María Montez e a Estação Francisco Gregorio Billini. Administrada pela Oficina para el Reordenamiento del Transporte (OPRET), faz parte da Linha 2.
Foi inaugurada em 1º de abril de 2013. Localiza-se no cruzamento da Rodovia John F. Kennedy com a Rua Gardenia e a Avenida Núñez de Cáceres.